# モスクワ・リトアニア戦争 (1368年-1372年)
1368年から1372年にかけてのモスクワ・リトアニア戦争ではリトアニア大公アルギルダスによる1368年、1370年及び1372年に行われたモスクワ大公国への遠征並びにそれに附随し形で行われた幾つかの戦闘について解説する。『ロゴジスキイ年代記』はアルギルダスによる一連の遠征について «Литовщина»という表現を用いている。

## 開戦までの経緯
1367年のトヴェリ大公国では ミクリン公ミハイル・アレクサンドロヴィチとカシン公ヴァシーリー・ミハイロヴィチとの間で領土上の問題を巡って紛糾していた。ヴァシーリーの息子であるミハイルがモスクワ大公セミョーン高慢公の娘と結婚していたことからカシン側には同大公国（当時の名目上の支配者はドミトリー・イヴァノヴィチ（後のドミートリー・ドンスコイ）であったが実質的な統治者はキエフ並びに全ルーシの府主教アレクシーであった）が付いた。他方、ミクリン側にはミハイルの姉妹ユリアナと結婚していたリトアニア大公アルギルダスが付いた。ミハイルがアルギルダスのもとへ出立したその時にヴァシーリー、ミハイル親子がドロゴブシ公エレメイとモスクワの軍を引き連れてトヴェリに攻め寄せて同都市を包囲した。トヴェリは陥落こそ免れたもののヴォルガ川右岸一帯が略奪された。ミハイルはリトアニアの軍勢を伴って帰還してエレメイ軍を撃破してカシンに攻め寄せたもののトヴェリ司教ヴァシーリーの説得により撤退した。
1368年にドミトリー・イヴァノヴィチはミハイルをモスクワに召還し、アレクシー府主教はその身の安全を保証はした。だが、ミハイルに対して行われた仲裁裁判によって身柄を拘束されて監禁下に置かれることとなったのである。思いもがけずモスクワに到来した3人のタタール貴族によってミハイルは辛くも窮地を脱することができた。解放されたミハイルであったがトヴェリには戻らずに義兄弟のアルギルダスが統治するリトアニアに亡命した。

## 第一次遠征

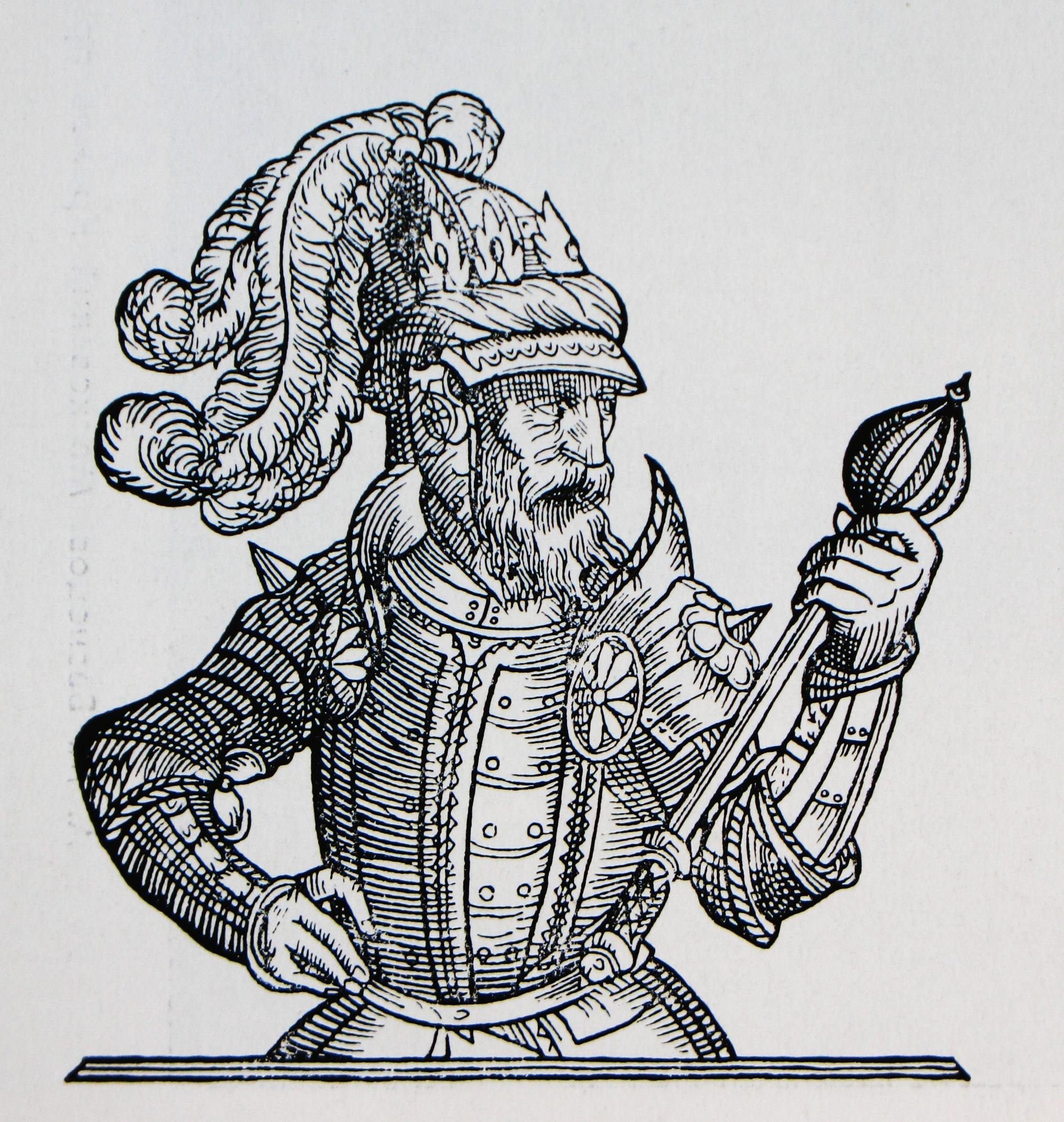
15世紀に描かれたリトアニア大公アルギルダス。

1368年の秋にアルギルダスはリトアニアの大軍を引き連れてモスクワへ進軍した。アルギルダスは伝統的な遣り方に乗っ取って敵の極限地点を不意に突こうと試みた。即ちいつものように北西からではなく南西から攻撃したのである。これに対してドミートリーに出来たことと言えば僅かにモスクワ、コロムナ、ドミートロフの市民から構成されドミートリー・ミーニンとアキフ・シューヴァが指揮する民兵を派遣したことぐらいであった。この時にリトアニア軍はセミョーン・ドミートリーヴィチ・クラーピヴ率いるスタローブ公国の親兵を撃破している。 その後、アルギルダスはオボロスクを占領して同地でコンスタンティン・ユーリヴィチを討ち取っている。11月21日にトロスナ川でモスクワ民兵軍を壊滅させて全ての公、貴族、軍司令官を討ち取った。既にリトアニア軍がモスクワに差し迫ったことを受けてドミートリーは同都市に籠城した。この状態が3日間続きリトアニア軍はクレムリンを陥落させることは出来なかったがモスクワ周囲を荒らし回って多くの捕虜と家畜を得た。アルギルダスは、リヴォニア騎士団がリトアニアを攻撃したとの知らせを聞きモスクワへの包囲を解いた。リトアニア軍は先に自らが荒廃させた道を辿るように西に去った。リトアニア軍の主要な戦力が激減したところを見計らってドミートリーの従兄弟であるヴラディーミル勇敢公率いるモスクワ軍はスモレンスクとブリャンスクに報復の攻撃を行った。

## 第二次遠征
1370年にドイツ騎士団がルダウの戦いでリトアニアの大軍を撃破するとドミートリーは再びトヴェリを包囲してミハイルはリトアニアに亡命した。
クリスマスの斎期にアルギルダスは弟のケーストゥティス、ミハイル及びスヴャストラフ・イヴァノヴィチ (この遠征に加わったことでコンスタンティノープル総主教庁から破門されている。1386年にリトアニアとの戦いで戦死)を引き連れてモスクワへ進軍した。リトアニア軍はクレムリンへの攻撃の手始めとしてヴォロコラムスクを攻撃した。同都市を守るヴァシーリー・ベレズィスキー公はリトアニア軍の投げた槍で戦死したものの攻撃を撃退することが出来た。リトアニア軍は周囲を3日間略奪した後にモスクワへ向けて進軍した。12月6日にリトアニア軍はモスクワへの包囲を開始したが、この時にヴラディーミル勇敢公はペレミシュリにて軍を召集していたが、彼のもとにはヴラディーミル・ドミートリーヴィチ公とリャザン大公オレーグ・イヴァノヴィチの軍が合流した。一般的な見解では、アルギルダスはクレムリンを落とすことが出来ずに自身の娘とヴラディーミル勇敢公との結婚という形での和平を提案したものの、ドミートリーは 聖ペトロの日までの休戦のみに同意してアルギルダスはリトアニアに去ったとされる。
他方、16世紀半ばに執筆された年代記物である『ヴィホヴィエッツ年代記』にはこれとは異なる出来事の記述が含まれている。それによるとアルギルダスを撃退することが不可能であることを悟ったドミートリーはアルギルダスのもとに自身がモスクワから放逐されないようにすむようにとの嘆願と莫大な贈り物の約束、そして相手が望むもの全ての提供の旨をしたためた使者を遣わした。リトアニア大公はモスクワ大公が莫大な贈り物を持参したことからこれを許して現状を甘んじて受け入れ、それから馬にまたがってモスクワの壁に自身の槍を突き刺して大声で«モスクワ大公よ!このリトアニアの槍がモスクワに突き立っていることを覚えておくがいい»と叫んでから帰国した。それからモジャイスキイとコロムナの国境線を確固たるものとして莫大な戦利品と捕虜を伴ってリトアニアへ帰還した。

## 第三次遠征
1372年になってトヴェリとモスクワとの間で争いが勃発した。アルギルダスは最初に自身の長子であるポラツク公アンドリュス、弟であるケーストゥティスとその息子のヴィータウタス、及びドミトリユス・ドゥルツキスを派遣し、それから遅れて自身がリュブトゥスクへ向かって進軍した。同都市にてリトアニア軍とトヴェリ軍が合流したその後にドミートリー率いるモスクワ軍が密かに接近してきた。リトアニアの警備兵達はモスクワ軍によって壊滅させられた。両軍ともその場を離れて互いにそれぞれの深い窪地を前にして対峙した。数日後になって両者の間で7月31日から10月31日までの休戦が結ばれた。条約はアルギルダス、ケーストゥティス兄弟及びスモレンスク公スヴャトスラフの名で証明されたが、そこにはトヴェリ大公ミハイル、ブリャンスク公ドミートリー、その他諸侯も含まれていた。アルギルダスは、ミハイルのモスクワに奪われた領地の奪還に関しては彼自身に委ねることにし、仮にミハイルがモスクワとの間で戦を起こさなかったとしてもそれに介入しないことにした。

## 最後の出来事
1371年にアルギルダスはコンスタンティノープル総主教庁に対して、キエフにスモレンスク、トヴェリ、ノヴォシリ及びニジニ・ノヴゴロドの領域を加えた形で独自の府主教座を設置してくれるよう頼んだ。これは1373年から1375年の間にキプリアンをキエフ＝リトアニアの府主教の座に据えることで達成することが出来たが、アルギルダスのこの行為はドミートリーの有志であるアレクシー府主教没後に新たな全ルーシの府主教の擁立を見据えてのことであった。
1375年にミハイルがジョチ・ウルスのヤルリクからヴラディーミル大公位を拝領してトヴェリ軍がトルジョークとウグリチを攻撃するとドミートリーは北東ルーシ、スモレンスク公国、ブリャンスク公国並びにオカ川上流公国群の戦力を加えた軍勢を引き連れてトヴェリに進軍して包囲した。それに続くトヴェリに対するアルギルダスの軍事的行動（結局は衝突することもなく撤退した）に関して歴史家の間では伝統的に1372年の休戦条約を破ってまでのミハイルへの援助は不成功な試みであったと解釈されている。実際にアルギルダスはトヴェリへの遠征軍でもってスモレンスク公国を荒らし回っていた。最終的にミハイルはモスクワ大公の長上権を認め、その反リトアニア同盟に加わることを余儀なくされた。